# Coelinidea marylandica
Coelinidea marylandica är en stekelart som beskrevs av Riegel 1982. Coelinidea marylandica ingår i släktet Coelinidea och familjen bracksteklar. Inga underarter finns listade i Catalogue of Life.